# Marcgravia atropunctata
Marcgravia atropunctata är en tvåhjärtbladig växtart som beskrevs av De Roon. Marcgravia atropunctata ingår i släktet Marcgravia och familjen Marcgraviaceae. Inga underarter finns listade i Catalogue of Life.